# Mascarita Sagrada
Mascarita Sagrada (hiszp. Mała święta maska; ur. 11 czerwca 1965 w San Felipe Pescador, Zacatecas, Meksyk) – meksykański wrestler (tzw. „mini luchador enmascarado”) oraz aktor. Określony jednym z najbardziej znanych mini-wrestlerów nowoczesnej ery. Mascarita Sagrada wskazywany jest również dzięki swojemu akrobatycznemu stylowi walki w ringu jako pionier stylu powietrznego wśród mini-luchadorów. Jest oryginalnym Mascaritą Sagrada pośród kilku innych wrestlerów używających tego gimmicku na przestrzeni lat. Występował w takich federacjach jak: Asistencia Asesoría y Administración (AAA), Consejo Mundial de Lucha Libre (CMLL), a także World Wrestling Federation/Entertainment (WWF/WWE), World Championship Wrestling (WCW) i Total Nonstop Action Wrestling (TNA). Federacja AAA nadała mu przydomek „Mały Biały Tygrys” jako jednego z mini-luchadorów „najściślej związanych z historią i tradycją meksykańskiego Lucha Libre”. Jego gimmick odnosi się do meksykańskiego zawodnika Máscara Sagrada, który występuje w podobnym stroju luchadora.

## Kariera
Karierę luchadora rozpoczął w 1987. Zadebiutował w 1989 w federacji Empresa Mexicana de Lucha Libre (EMLL) – od 1991 znanej pod nazwą Consejo Mundial de Lucha Libre (CMLL), występując w tag teamie u boku Aguilita Solitaria i prowadząc rywalizację z Piratitą Morgan i Espectrito. 1 marca 1992 sięgnął po tytuł CMLL World Mini-Estrella Championship wygrywając turniej o ten tytuł i pokonując w finale Espectrito – został przy tym pierwszym posiadaczem tego tytułu w historii promocji CMLL. Do kwietnia 1992 występował w CMLL (odchodząc z CMLL zwakował tytuł World Mini-Estrella Championship), a następnie przeniósł się do Asistencia Asesoría y Administración (AAA), gdzie kontynuował feud z Espectrito o nowo utworzony tytuł mistrzowski Mexican National Mini-Estrella Championship (Campeonato Nacional Mini-Estrella). W kwietniu 1993 pokonał Espectrito o tytuł Mexican National Mini-Estrella Championship utrzymując go do początku lutego 1994, kiedy przegrał pas na rzecz Jerrito Estrady. W marcu 1994 Sagrada sięgnął po inny tytuł IWC Minis Championhip pokonując ponownie Espectrito. Tytuł IWC Minis Championship utrzymywał do początku sierpnia 1994 kiedy odebrał mu go Espectrito.
Pod koniec 1996 pojawił się w kilku dark matchach w amerykańskiej federacji World Championship Wrestling (WCW) gdzie występował w tag teamie z Octagoncito przeciwko drużynie Jerrito Estrada i Piratita Morgan.
W 1997 podpisał kontrakt z World Wrestling Federation stając się częścią współpracy pomiędzy federacjami AAA i WWF. W WWF występował pod zmienionym gimmickiem jako Mini Nova lub Nova. Zadebiutował tam w walce tag teamowej u boku Max Mini przeciwko Mosaicowi i Tarantuli podczas gali Bad Blood: In Your House. W styczniu 1998 pojawił się podczas gali Royal Rumble (1998) w six-man tag team matchu u boku Max Mini i Mosaica przeciwko drużynie El Torito, Tarantula i Battalion a sędziną specjalną tej walki była Sunny. Następnie wszedł w tag team z Battalionem przeciwko Max Mini i El Torito. Pod koniec maja 1999 Nova zmierzył się w programie WWF Super Astros z Maxem Mini w walce będącej zakładem (Lucha de Apuestas) – przegrany zawodnik musiał ściągnąć maskę i ukazać publiczności swoją twarz. Max Mini zwyciężył w walce przez co po raz pierwszy i jedyny w swojej karierze Nova odsłonił swoje oblicze.
Po wygaśnięciu jego kontraktu z WWF powrócił z powrotem do Meksyku gdzie występował w CMLL i innych federacjach niezależnych zarówno w Meksyku, jak i Stanach Zjednoczonych. W 2004 pojawił się cameo w federacji Total Nonstop Action Wrestling (TNA) podczas gali Victory Road (2004).
W październiku 2005 World Wrestling Entertainment (wcześniejsze WWF) utworzyło nową dywizję Junior – ekskluzywną dla brandu SmackDown. Dywizja ta dedykowana była mini-luchadorom z Meksyku (tam trafił Mascarita) oraz prezentowała komediowe segmenty podczas odcinków SmackDown. W 2006 pojawiał się w ringu walcząc u boku Tzuki przeciwko Octagoncito i Pequeno Violencia. Później pojawiał się okresowo w programie WWE Velocity. W marcu 2006 WWE rozwiązała dywizję Junior zwalniając wszystkich mini-luchadorów zakontraktowanych do tego działu.
Od 2006 występował w federacjach niezależnych na terenie Meksyku, a także w Stanach Zjednoczonych i Europie. W 2007 doszło do incydentu z udziałem Mascarity Sagrada podczas jednego show jednej z federacji niezależnych – na tej samej karcie walk miał wystąpić Tzuki, który wcześniej również używał gimmicku Mascarity Sagrada. Gdy oryginalny Mascarita obecny podczas tego show dowiedział się, że Tzuki planuje występować pod tym gimmickiem na kilku galach w przyszłości, Sagrada wszedł do szatni i zabrał strój z bagażu Tzukiego, grożąc mu podjęciem kroków prawnych jeżeli kiedykolwiek użyje go ponownie. Od tego czasu Tzuki zaprzestał używania tego gimmicku. W lipcu 2015 sięgnął po tytuł WWA World Minis Championship pokonując Octagoncito.

### Inne media
Oprócz występów jako luchador, Mascarita Sagrada występował jako aktor w meksykańskich produkcjach filmowych. W 1998 zagrał rolę cameo w filmie Mój przyjaciel olbrzym oraz pojawił się w reklamach telewizyjnych. W 2007 wystąpił w teledysku do utworu pt. Uruapan Breaks meksykańskiego zespołu muzycznego Kinky.

### Tytuły mistrzowskie i osiągnięcia
- Asistencia Asesoría y Administración / AAA
  - AAA/IWC Minis Championship (1 raz)
  - Mexican National Mini-Estrella Championship (1 raz)
- Consejo Mundial de Lucha Libre
  - CMLL World Mini-Estrella Championship (1 raz)
- World Wrestling Association
  - WWA World Minis Championship (1 raz)
- Pro Wrestling Illustrated
  - Sklasyfikowany na 240. miejscu wśród 500 wrestlerów w rankingu PWI 500 w 2006 roku[20].

### Rekord w Luchas de Apuestas
| Zwycięzca (stawka)        | Przegrany (stawka)       | Lokacja                          | Gala                   | Data              | Uwagi                            |
| ------------------------- | ------------------------ | -------------------------------- | ---------------------- | ----------------- | -------------------------------- |
| Mascarita Sagrada (maska) | Coquito Negro (maska)    | ?                                | Live event             | ?                 |                                  |
| Mascarita Sagrada (maska) | Coquito Negro (włosy)    | ?                                | Live event             | ?                 |                                  |
| Mascarita Sagrada (maska) | Coquito Azul (maska)     | ?                                | Live event             | ?                 |                                  |
| Mascarita Sagrada (maska) | Tigrito Plateado (maska) | ?                                | Live event             | ?                 |                                  |
| Mascarita Sagrada (maska) | Sexy Leoncito (włosy)    | San Luis Potosí, San Luis Potosí | Live event             | ?                 |                                  |
| Mascarita Sagrada (maska) | Piratita Morgan (włosy)  | Meksyk, Meksyk                   | House show CMLL        | 2 sierpnia 1991   |                                  |
| Mascarita Sagrada (maska) | Espectrito (maska)       | Los Angeles, Kalifornia          | AAA Night of Champions | 6 sierpnia 1994   |                                  |
| Mascarita Sagrada (maska) | Piratita Morgan (włosy)  | Cuautitlán, Meksyk               | Live event             | 26 listopada 1996 |                                  |
| Max Mini (maska)          | Mini Nova (maska)        | Stany Zjednoczone                | WWF Super Astros       | 30 maja 1999      |                                  |
| Mascarita Sagrada (maska) | Coquito Rojo (maska)     | Nezahualcoyotl, Meksyk           | Live event             | 21 grudnia 2000   |                                  |
| Mascarita Sagrada (maska) | Coquito Verde (maska)    | Tijuana, Kalifornia Dolna        | Live event             | 19 stycznia 2001  |                                  |
| Mascarita Sagrada (maska) | Piratita Morgan (maska)  | Tijuana, Kalifornia Dolna        | Live event             | 23 listopada 2001 |                                  |
| Mascarita Sagrada (maska) | Niño de la Calle (włosy) | Aguascalientes, Aguascalientes   | Live event             | 8 marca 2002      |                                  |
| Mascarita Sagrada (maska) | Niño de la Calle (włosy) | ?                                | Live event             | 2005              |                                  |
| Mascarita Sagrada (maska) | Fantástico (maska)       | Tijuana, Kalifornia Dolna        | Live event             | 1 lutego 2013     | Finały turnieju Losers Advances. |

### Inni wrestlerzy używający gimmicku „Mascarita Sagrada”
Oprócz oryginalnego Mascarita Sagrada, na przestrzeni lat pojawiali się inni luchadorzy (na ogół mini-estrellas), którzy występowali pod tym gimmickiem. Poniższa tabela przestawia wszystkich wrestlerów używających tego gimmicku.
| Gimmick                               | Znany również jako | Uwagi |
| ------------------------------------- | ------------------ | --- |
| Mascarita Sagrada Jr.                 | Tzuki              | Porzucił przydomek „Jr.” podczas występów w federacji WWF. W 1997 zmieniał imiona ringowe, używając jednocześnie gimmicku Mascarita Sagrada do ok. połowy 2007 roku.                                                                                         |
| Mascarita Sagrada 2000                | Mascarita Dorada   | Wprowadzony przez federację AAA po tym jak oryginalny Mascarita Sagraa opuścił promocję. Porzucił przydomek „2000” po kilku miesiącach spędzonych w AAA. Zmienił imię ringowe po opuszczeniu AAA na rzecz promocji CMLL.                                     |
| Mascarita Sagrada Jr. (II)            | Novillerito        | Używał gimmicku w grudniu 2005. Występował jako Vladimiro w promocji Lucha Libre USA. |
| Mascarita Sagrada (2007)              | ?                  | Nigdy nie było żadnego publicznego potwierdzenia odejścia Mascarity Sagrada 2000 z AAA, zamiast tego Sagrada występował już zanim Mascarita Dorada zadebiutował w CMLL. Nie jest jasne, czy był to Novillerito występujący w tym gimmicku czy też ktoś inny. |
| Mascarita Sagrada (Lucha Underground) | ?                  | Gimmick stworzony przez federację Lucha Underground. |

## Życie osobiste
Według jego profilu MySpace, Mascarita Sagrada jest żonaty i ma dzieci, ale ponieważ zawsze występował pod maską i nigdy nie podał swojego prawdziwego imienia nic więcej nie wiadomo o tej części jego życia. Sagrada angażuje się również w akcje charytatywne, zwłaszcza te skierowane do dzieci takie jak wizyty w szpitalach i sierocińcach w Meksyku.